# Walak

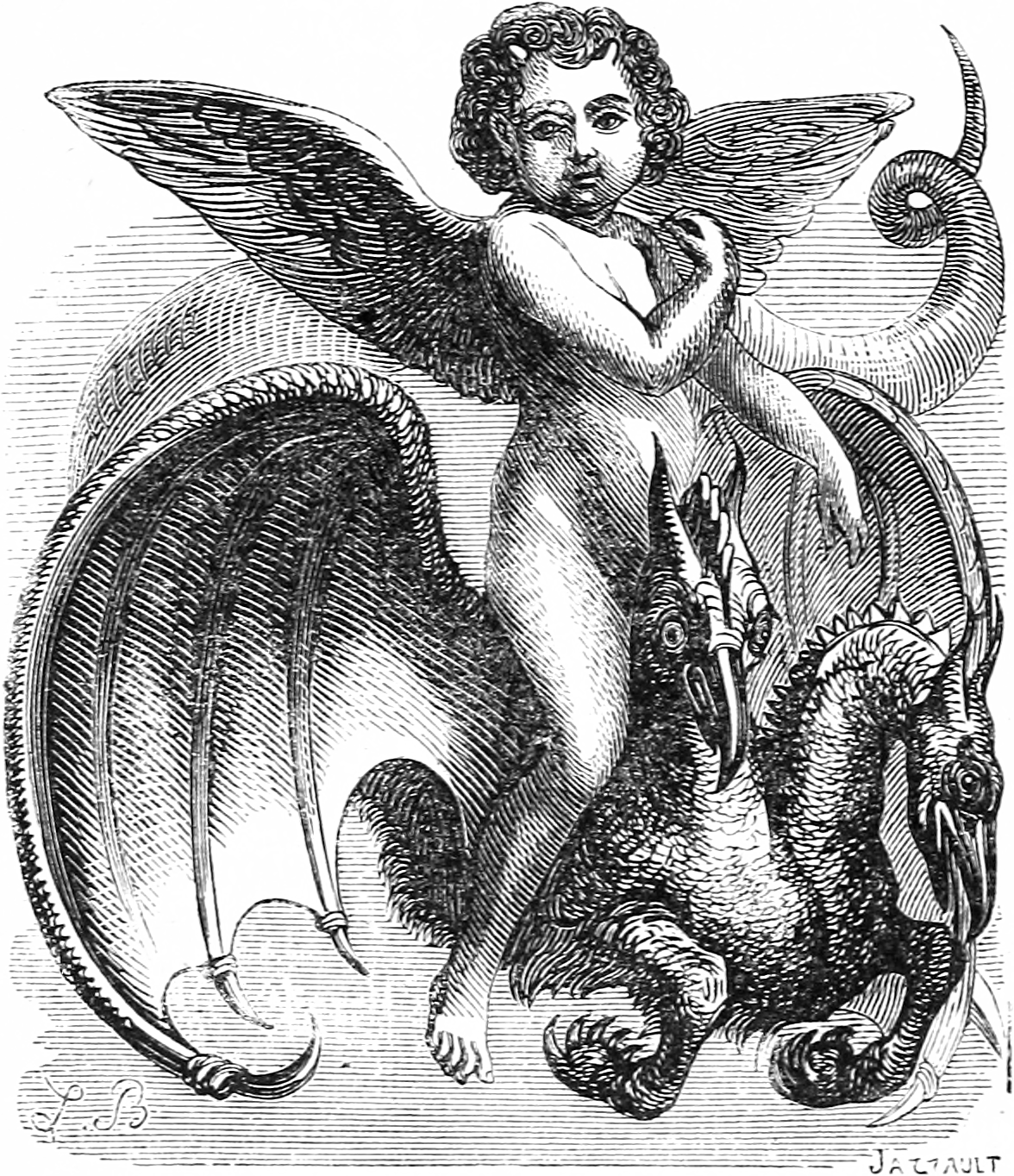
Ilustracja do artykułu o Walaku w Słowniku Piekielnym autorstwa Collina de Plancy

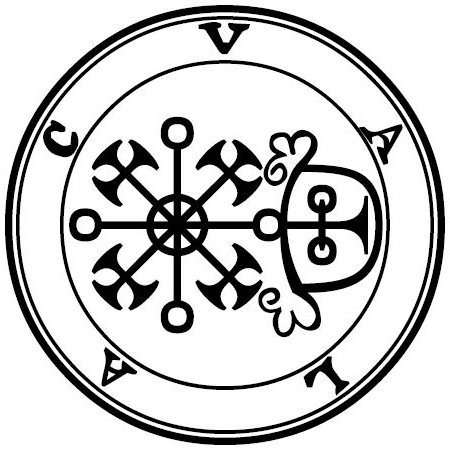
Sigil służący do przywołania Walaka

Walak – sześćdziesiąty drugi duch Goecji w tradycji okultystycznej. Znany również pod imionami Valac, Valak, Wolak, Walu, Valu, Łalak, Ualac, Valax i Valic, Walaszczyk. By go przywołać i podporządkować, potrzebna jest jego pieczęć, która według Goecji powinna być zrobiona z rtęci.
Jest wielkim i potężnym przywódcą  piekła. Rozporządza 38, a według Dictionnaire Infernal, 30 legionami duchów.
Wie, gdzie są ukryte skarby oraz planety. Posiada wiedzę na temat miejsca przebywania węży. Na zlecenie może je (skarby i węże) przynieść egzorcyście.
Wezwany, ukazuje się pod postacią dziecka ze skrzydłami anioła, które ujeżdża dwugłowego smoka.